# Estación de Alquiler de Maquinaria
Las Estaciones de Alquiler de Maquinaria (en alemán: Maschinen-Ausleih-Station, MAS) fueron establecidas en 1949 en la zona de ocupación soviética tras la orden emitida un año antes por la Administración Militar Soviética en Alemania en relación con la expropiación de los medios de producción de los grandes terratenientes y su distribución entre los pequeños campesinos. Este parque de vehículos descentralizado se suministró a las MAS para su préstamo para pequeños trabajos agrícolas, con el propósito de hacer a los pequeños y medianos campesinos independientes de los grandes terratenientes.
Con el establecimiento de las Comunidades Agrícolas de Producción (Landwirtschaftliche Produktionsgenossenschaft, LPG) en 1952 las MAS fueron transformadas en Estaciones de Máquinas y Tractores (Maschinen-Traktoren-Stationen, MTS).

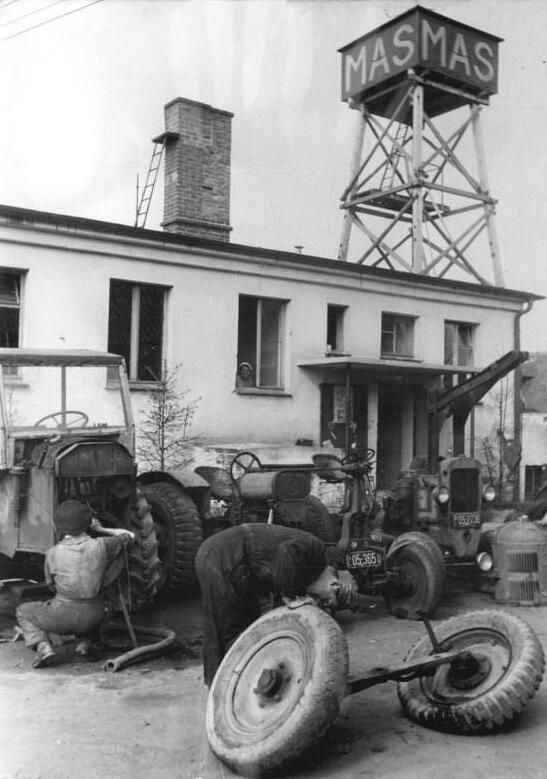
Patio de la MAS de Borna, 1951.
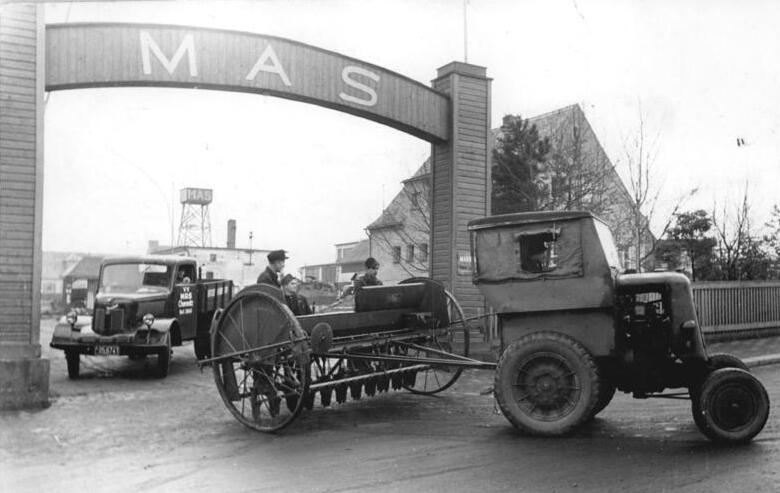
Salida de una sembradora de la MAS de Chemnitz, 1951.
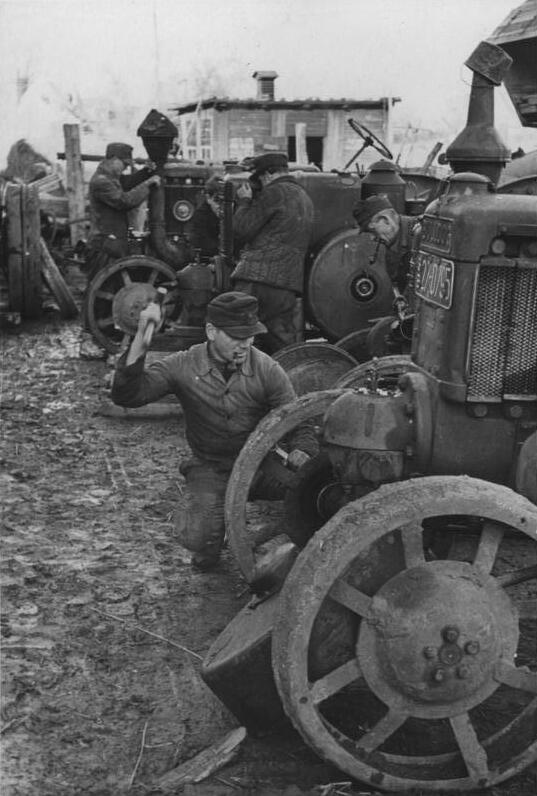
Reparación de tractores en la MAS Sachsendorf (Brandemburgo), 1949.
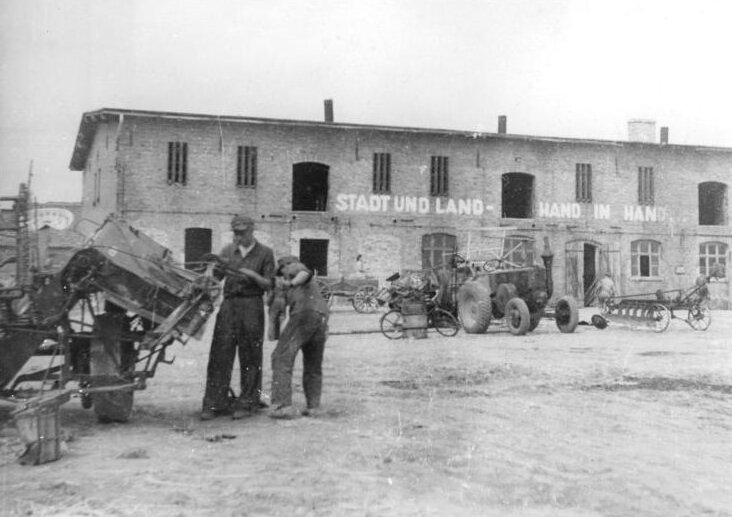
Edificio de la MAS de Seelow.